# جام حذفی فوتبال ایتالیا ۰۸–۲۰۰۷
کوپا ایتالیا ۰۸–۲۰۰۷ شصت و یکمین دورهٔ این مسابقات بود. برنامه در ساعت ۱۶:۰۰، ۲۵ ژوئیهٔ ۲۰۰۷ اعلام شد. این مسابقات در ۱۴ اوت ۲۰۰۷ آغاز شد، و در ۲۴ مهٔ ۲۰۰۸ با یک فینال تک بازی که در ورزشگاه المپیک رم برگزار می‌شد، به پایان رسید. برای چهارمین فصل متوالی رم و اینتر میلان فینالیست شدند. رم در فینال با نتیجهٔ ۲–۱ قهرمان مسابقات شد.
فرمت جام ۰۸–۲۰۰۷، که در ۲۸ ژوئن ۲۰۰۷ اعلام شد، یک انحراف بزرگ از قالب مورد استفاده در سال‌های گذشته است. فرمت جدید تعداد رقبا را به ۴۲ تیم کاهش می‌دهد که در سری آ و سری بی برای فصل ۰۸–۲۰۰۷ بازی خواهند کرد. هیچ تیمی از سری سی در این مسابقات شرکت نکرد. همچنین فینال نسبتاً غیرمعمول دو بازی حذف شد.